# Maria Teresa Cabré i Castellví
Maria Teresa Cabré Castellví (L'Argentera, Baix Camp, 10 de fevereiro de 1947) é uma linguista e filóloga catalã, especialista em linguística aplicada, lexicologia, morfologia lexical, lexicografia, terminologia e neologia. Desde 1989 é membro numerário do Instituto de Estudos Catalães e desde 2014 ocupa a presidência da Secção Filológica. Atualmente também dirige a Cátedra Pompeu Fabra da Universidade Pompeu Fabra.